# New City (album)
New City – ósmy album studyjny zespołu Blood, Sweat & Tears, wydany w 1975 roku w Stanach Zjednoczonych i Wielkiej Brytanii nakładem Columbia Records jako LP.

## Album
W 1975 roku David Clayton-Thomas ponownie dołączył do zespołu Blood Sweat and Tears, który opuścił kilka lat wcześniej. Z pierwotnego składu pozostał tylko Bobby Colomby. Muzycy tworzący ówczesny zespół byli w zasadzie tymi samymi, którzy nagrali poprzedni album, Mirror image. Utwory, które złożyły się na album to kompozycje członków zespołu i covery piosenek innych twórców, podzielone mniej więcej w proporcji 50:50. Autorzy obcy: to Randy Newman, John Lee Hooker, Janis Ian i The Beatles. Za produkcję odpowiadał Jimmy Ienner, producent nagrań Raspberries, Grand Funk Railroad i Three Dog Night.

### Lista utworów
Lista i informacje według Discogs:
1
| 1. | Ride Captain Ride (F. Conte–C. Pinera) Arr. Bill Tillman                         | 5:04  |
|    |                                                                                  |       |
| 2. | Life (A. Toussaint) Arr. Blood, Sweat & Tears                                    | 4:22  |
|    |                                                                                  |       |
| 3. | No Show (R. McClure) Arr. Ron McClure                                            | 5:13  |
|    |                                                                                  |       |
| 4. | I Was A Witness To A War (B. Scott–D. Meehan) Arr. Larry Willis                  | 5:11  |
|    |                                                                                  |       |
| 5. | One Room Country Shack (J. Lee Hooker) Adapted and Arranged David Clayton-Thomas | 2:24  |
|    |                                                                                  |       |
|    |                                                                                  | 22:14 |
|    |                                                                                  |       |
2
| 1. | Applause (J. Ian) Arr. Anthony J. Klatka                                 | 7:45  |
|    |                                                                          |       |
| 2. | Yesterday's Music (D. Clayton-Thomas–W. Smith) Arr. Dave Bargeron        | 4:12  |
|    |                                                                          |       |
| 3. | Naked Man (R. Newman) Arr. Larry Willis                                  | 4:00  |
|    |                                                                          |       |
| 4. | Got to Get You into My Life (J. Lennon–P. McCartney) Arr. Georg Wadenius | 3:20  |
|    |                                                                          |       |
| 5. | Takin’ It Home (B. Colomby) Arr. Blood, Sweat & Tears                    | 1:38  |
|    |                                                                          |       |
|    |                                                                          | 20:55 |
|    |                                                                          |       |

### Muzycy
- David Clayton-Thomas – śpiew
- Bobby Colomby – perkusja, chórki
- Dave Bargeron – puzon tenorowy i basowy, tuba barytonowa, tuba, trąbka basowa, kongi
- Joe Giorgianni – trąbka, skrzydłówka, trąbka piccolo
- Tony Klatka – trąbka, skrzydłówka, trąbka piccolo
- Georg Wadenius – gitara elektryczna, gitara hiszpańska, chórki
- Ron McClure – gitara basowa, akustyczna gitara basowa
- Larry Willis – pianino Fendera, fortepian, klawinet, organy, klawesyn
- Bill Tillman – saksofon altowy, saksofon tenorowy, saksofon sopranowy, saksofon barytonowy, flet, chórki
- Mike Corbett – chórki

### Produkcja
- Jimmy Ienner

## Odbiór

### Opinie krytyków
| Recenzje                           | Recenzje |
| Publikacja                         | Ocena    |
| ---------------------------------- | -------- |
| AllMusic                           | [ 3 ]    |
| Prog Archives                      | [ 2 ]    |
| The New Rolling Stone Record Guide | [ 4 ]    |

Easy Livin z magazynu Prog Archives uważa, że „chociaż dobrze jest ponownie usłyszeć głos Davida Claytona-Thomasa na albumie Blood, Sweat & Tears, to zmiany w składzie od czasu jego odejścia odebrały zespołowi wiele z jego oryginalności i inwencji. To przyjemny album, ale jest to także bardzo bezpieczny i ogólnie komercyjny zbiór piosenek, z niewielkim poczuciem przygody.
Zdaniem Jasona Eliasa z magazynu AllMusic utwór „Ride Captain Ride” zespołu Blues Image „okazuje się być czymś więcej niż zdawkowym ćwiczeniem i daje zespołowi szansę na pokazanie swoich jazzowych pazurów”, natomiast „Life” Allana Toussainta został potraktowany w „sposób lekceważący i funkowy”. Za najlepsze numery autor uznał „I Was a Witness to a War” i „Applause” stwierdzając na zakończenie, ze „chociaż New City nie zdołał przywrócić zespołu na szczyty list przebojów, to słuchacz może być mile zaskoczony słuchając, jak zespół podąża dalej przez lata 70.”.

### Listy tygodniowe
| Kraj              | Lista         | Pozycja |
| ----------------- | ------------- | ------- |
| Stany Zjednoczone | Billboard 200 | 47      |